# Poste San Marino
Poste San Marino («Почта Сан-Марино»), до 2012 года Poste sammerinesi, — компания, отвечающая за почтовую связь в Республике Сан-Марино, которая является членом Всемирного почтового союза (ВПС) с 1915 года.

## История
Почтовая связь была учреждена в Сан-Марино 7 октября 1607 года для получения из Римини (Италия) почты, отправляемой в республику.
В 1877 году в Сан-Марино вышли первые почтовые марки.
С 2008 года Poste sammarinesi с помощью итальянской почты (Poste Italiane) и в сотрудничестве с ВПС начала оказывать банковские услуги в Италии.

## Расположение
Управление сан-маринской почты и компании Poste San Marino размещается в городе Сан-Марино, во Дворце почты, построенном в 1932 году, по адресу:

17, Contrada Omerelli, 47890 San Marino

Почтовые отделения компании находятся в городах Аккуавива, Борго-Маджоре, Кьесануова, Догана, Доманьяно, Фаэтано, Фьорентино, Сан-Марино, Серравалле.